# Cottun
Cottun est une commune française située dans le département du Calvados en région Normandie, peuplée de 232 habitants (les Cottunois).

## Géographie
La commune se situe à 6 kilomètres à l'ouest de Bayeux, dans le Bessin.
Cottun est dans le bassin de la Vire, par deux de ses sous-affluents : le Marais, affluent de la Tortonne, qui prend sa source au centre du territoire et coule vers l'ouest, et le ruisseau de Cottun, affluent de la Drôme, qui marque la limite avec Ranchy et Barbeville au sud-ouest.
| Rubercy, Crouay  | Rubercy  | Cussy, Barbeville |
| Crouay           | Cottun   | Barbeville        |
| Crouay, Campigny | Campigny | Ranchy            |

### Hydrographie
La commune est située dans le bassin Seine-Normandie. Elle est drainée par le Marais et le ruisseau de Cottun,,.

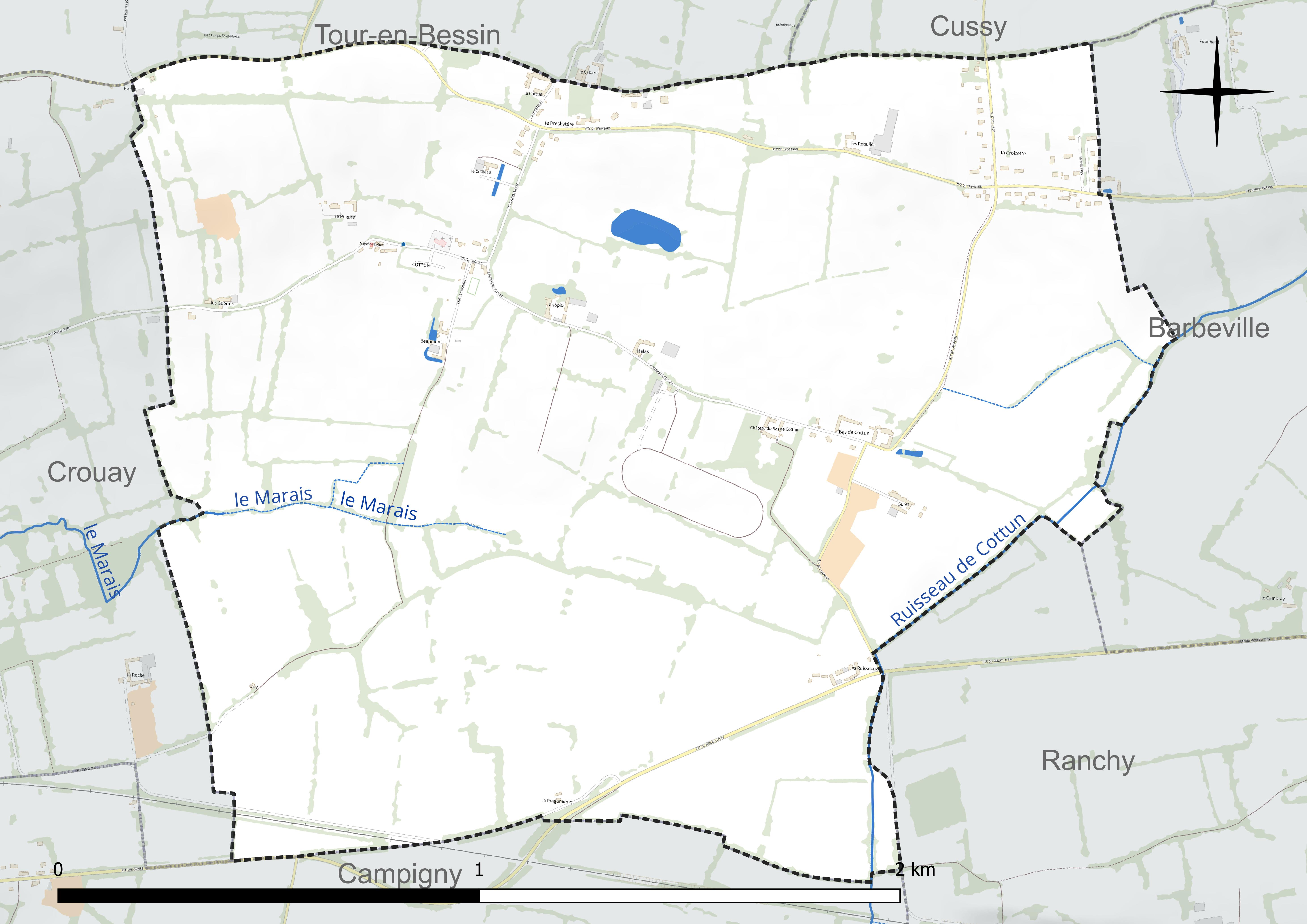
Réseau hydrographique de Cottun.

### Climat
Pour des articles plus généraux, voir Climat de la Normandie et Climat du Calvados.
En 2010, le climat de la commune est de type climat océanique franc, selon une étude du CNRS s'appuyant sur une série de données couvrant la période 1971-2000. En 2020, Météo-France publie une typologie des climats de la France métropolitaine dans laquelle la commune est exposée à un climat océanique et est dans la région climatique Normandie (Cotentin, Orne), caractérisée par une pluviométrie relativement élevée (850 mm/a) et un été frais (15,5 °C) et venté. Parallèlement le GIEC normand, un groupe régional d'experts sur le climat, différencie quant à lui, dans une étude de 2020, trois grands types de climats pour la région Normandie, nuancés à une échelle plus fine par les facteurs géographiques locaux. La commune est, selon ce zonage, exposée à un « climat des plateaux abrités », correspondant à la plaine agricole de Caen à Falaise, sous le vent des collines de Normandie et proche de la mer, se caractérisant par une pluviométrie et des contraintes thermiques modérées.
Pour la période 1971-2000, la température annuelle moyenne est de 10,7 °C, avec  une amplitude thermique annuelle de 11,5 °C. Le cumul annuel moyen de précipitations est de 796 mm, avec 12,8 jours de précipitations en janvier et 7,7 jours en juillet. Pour la période 1991-2020, la température moyenne annuelle observée sur la station météorologique la plus proche, située sur la commune de Balleroy-sur-Drôme à 11 km à vol d'oiseau, est de 11,2 °C et le cumul annuel moyen de précipitations est de 924,3 mm,. Pour l'avenir, les paramètres climatiques de la commune estimés pour 2050 selon différents scénarios d'émission de gaz à effet de serre sont consultables sur un site dédié publié par Météo-France en novembre 2022.

## Urbanisme

### Typologie
Au 1er janvier 2024, Cottun est catégorisée commune rurale à habitat dispersé, selon la nouvelle grille communale de densité à 7 niveaux définie par l'Insee en 2022.
Elle est située hors unité urbaine. Par ailleurs la commune fait partie de l'aire d'attraction de Bayeux, dont elle est une commune de la couronne,. Cette aire, qui regroupe 29 communes, est catégorisée dans les aires de moins de 50 000 habitants,.

### Occupation des sols
L'occupation des sols de la commune, telle qu'elle ressort de la base de données européenne d'occupation biophysique des sols Corine Land Cover (CLC), est marquée par l'importance des territoires agricoles (100 % en 2018), une proportion identique à celle de 1990 (100 %). La répartition détaillée en 2018 est la suivante : 
prairies (53,4 %), terres arables (46,6 %). L'évolution de l'occupation des sols de la commune et de ses infrastructures peut être observée sur les différentes représentations cartographiques du territoire : la carte de Cassini (XVIIIe siècle), la carte d'état-major (1820-1866) et les cartes ou photos aériennes de l'IGN pour la période actuelle (1950 à aujourd'hui).

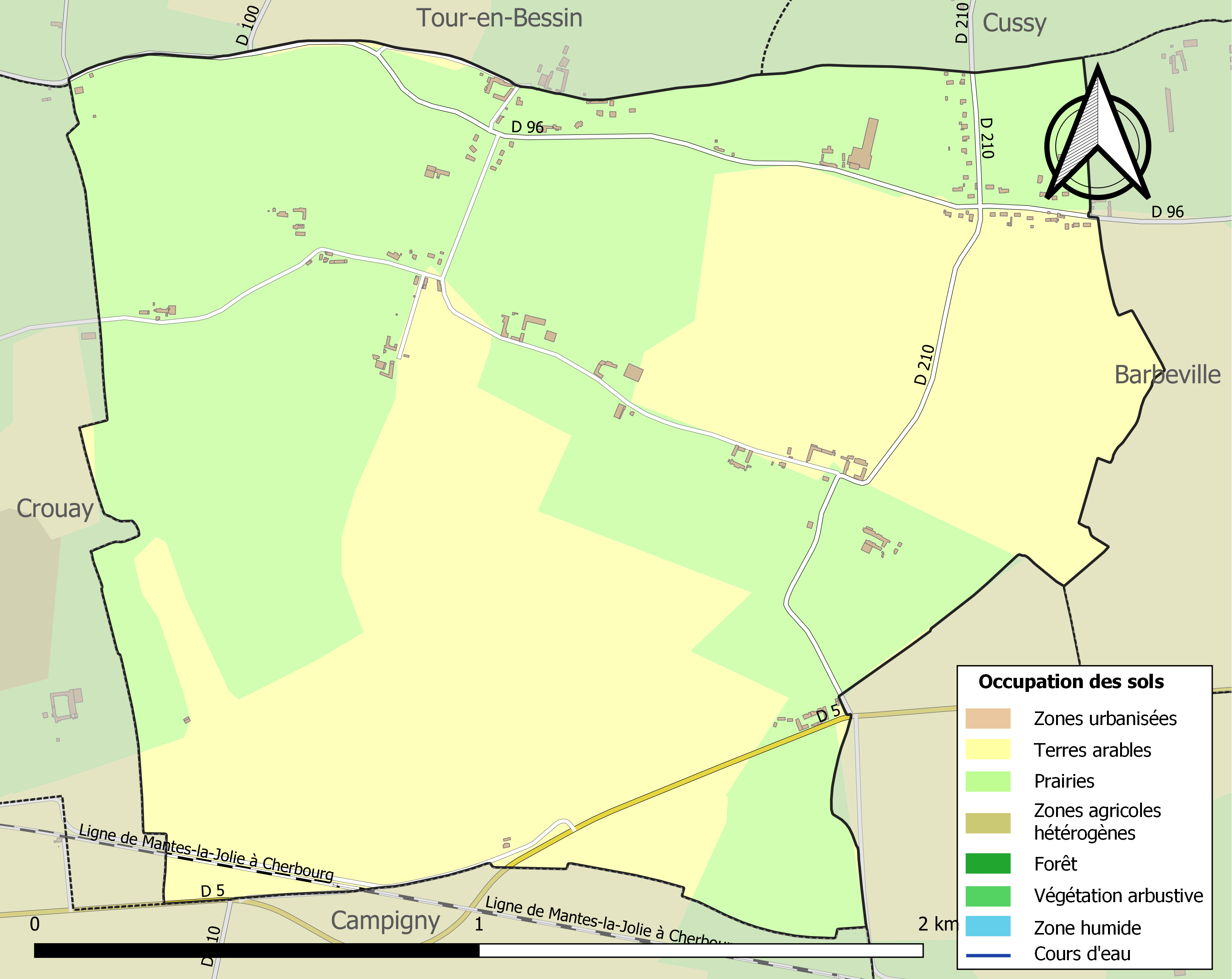
Carte des infrastructures et de l'occupation des sols de la commune en 2018 (CLC).

## Toponymie
Le nom de la localité est attesté sous les formes Coltun en 1035-1037, Coutum vers 1160, Coutun en 1215 et Cothunum au XIVe siècle.
Si l'opinion des toponymistes converge à peu près sur la nature du deuxième élément dans lequel ils identifient le vieux saxon ou le vieil anglais tûn « ferme, village »,, (à l'origine des toponymes anglais terminés par -ton et du nom commun town), la nature du premier élément ne fait pas l'unanimité.
Il pourrait s'agir d'un anthroponyme germanique occidental tel que Colo, vieux saxon Cola ou vieux norrois Koli, qui semble en réalité vieux danois, variante du vieux norrois Kolr.
Remarque : les noms de personnes scandinaves Koli et Kolr sont bien attestés en Normandie dans les Colleville, notamment les deux Colleville du Bessin, Colletot, Colbosc, Colmesnil, Colmoulin, etc. et il existe un équivalent vieux norrois tún au vieil anglais tūn, de sens proche.
Il pourrait en outre s'agir d'un terme descriptif tel que le vieux saxon colt « poulain », cōl « froid », col « charbon de bois » ou coll « colline ».
Remarque : bien que le toponymiste Louis Guinet écarte la possibilité d'expliquer le premier élément par coll « colline », la commune se situant selon lui en rase campagne, il faut noter que l'église de Cottun se trouve au lieu dit Beaumont, et que la présence d'un hameau Bas de Cottun implique la présence d'un Haut de Cottun aujourd'hui non attesté.

## Politique et administration
| Période                                  | Période   | Identité      | Étiquette | Qualité    |
| ---------------------------------------- | --------- | ------------- | --------- | ---------- |
| ?                                        | 1979      | Michel Durand |           |            |
| 1979                                     | mars 2014 | Gérard Aubert | SE        | Professeur |
| mars 2014                                | En cours  | Jean Oblin    | SE        |            |
| Les données manquantes sont à compléter. |           |               |           |            |

Le conseil municipal est composé de onze membres dont le maire et deux adjoints.

## Démographie
L'évolution du nombre d'habitants est connue à travers les recensements de la population effectués dans la commune depuis 1793. Pour les communes de moins de 10 000 habitants, une enquête de recensement portant sur toute la population est réalisée tous les cinq ans, les populations de référence des années intermédiaires étant quant à elles estimées par interpolation ou extrapolation. Pour la commune, le premier recensement exhaustif entrant dans le cadre du nouveau dispositif a été réalisé en 2006.
En 2022, la commune comptait 232 habitants, en évolution de +7,91 % par rapport à 2016 (Calvados : +1,58 %, France hors Mayotte : +2,11 %).
Cottun a compté jusqu'à 230 habitants en 1806.
| 1793 | 1800 | 1806 | 1821 | 1831 | 1836 | 1841 | 1846 | 1851 |
| ---- | ---- | ---- | ---- | ---- | ---- | ---- | ---- | ---- |
| 209  | 206  | 230  | 170  | 190  | 221  | 191  | 187  | 169  |

| 1856 | 1861 | 1866 | 1872 | 1876 | 1881 | 1886 | 1891 | 1896 |
| ---- | ---- | ---- | ---- | ---- | ---- | ---- | ---- | ---- |
| 181  | 176  | 182  | 169  | 176  | 192  | 186  | 183  | 140  |

| 1901 | 1906 | 1911 | 1921 | 1926 | 1931 | 1936 | 1946 | 1954 |
| ---- | ---- | ---- | ---- | ---- | ---- | ---- | ---- | ---- |
| 137  | 150  | 113  | 110  | 114  | 123  | 148  | 115  | 121  |

| 1962 | 1968 | 1975 | 1982 | 1990 | 1999 | 2006 | 2011 | 2016 |
| ---- | ---- | ---- | ---- | ---- | ---- | ---- | ---- | ---- |
| 101  | 89   | 119  | 193  | 175  | 183  | 178  | 184  | 215  |

| 2021 | 2022 | - | - | - | - | - | - | - |
| ---- | ---- | - | - | - | - | - | - | - |
| 231  | 232  | - | - | - | - | - | - | - |

## Économie
La commune se situe dans la zone géographique des appellations d'origine protégée (AOP) Beurre d'Isigny et Crème d'Isigny.

## Culture locale et patrimoine

### Lieux et monuments
- Église Saint-André des XIIe et XIVe siècles. La flèche en pierre fut détruite par la foudre en 1937.
- Château du Bas de Cottun, construit par Le Pelletier de Molandé au XIXe siècle.

### Héraldique
| Blason de Cottun | Les armes de Cottun se blasonnent ainsi : D'or à la croix échiquetée d'or et de gueules de deux tires, cantonnée aux 1er et 4e d'une tête d'aigle de sable, celle du 1er contournée, aux 2e et 3e d'une tête d'homme de profil au naturel coiffée d'un bonnet phrygien de gueules, celle du 3e contournée. Création Gérard Aubert. Adopté le 2 février 2000. |